# 日向團扇鰩
日向團扇鰩（學名：Platyrhina hyugaensis），又稱日向黃點鯆，為軟骨魚綱電鰩目團扇鰩科團扇鰩屬的一種，被IUCN列為易危保育類動物，分布於西北太平洋日本宮崎縣日向灘海域，為特有種，深度65至900公尺，本魚尾部中部有一排刺，肩胛骨區域前部有一對刺，眼眶、頸背和肩胛區域有刺，背面覆蓋有大小形狀均勻的微小真皮細齒，體長可達43.1公分，棲息在沿海大陸棚海域，為底棲性魚類，屬肉食性，生活習性不明。